# Swertia juzepczukii
Swertia juzepczukii är en gentianaväxtart som beskrevs av Pissjaukova. Swertia juzepczukii ingår i släktet Swertia och familjen gentianaväxter. Inga underarter finns listade i Catalogue of Life.